# Hochdorf (Hochdorf-Assenheim)
Hochdorf ist einer von zwei Ortsteilen der Ortsgemeinde Hochdorf-Assenheim im Rhein-Pfalz-Kreis in Rheinland-Pfalz.

## Lage
Hochdorf liegt im südwestlichen Teil der Ortsgemeinde. Die Marlach streift den nördlichen Siedlungsrand.

## Geschichte
Bis zur Französischen Revolution gehörte Hochdorf zum Hochstift Speyer. Von 1798 bis 1814, als die Pfalz Teil der Französischen Republik (bis 1804) und anschließend Teil des Napoleonischen Kaiserreichs war, war Hochdorf in den Kanton Mutterstadt eingegliedert. Anschließend wechselte der Ort in das Königreich Bayern. Von 1818 bis 1862 gehörte er dem Landkommissariat Speyer an; aus diesem ging das Bezirksamt Speyer hervor. Ab 1886 war Hochdorf Bestandteil des neu geschaffenen Bezirksamts Ludwigshafen. 1928 hatte das Dorf 776 Einwohner, die in 139 Wohngebäuden lebten. Die Katholiken besaßen zu dieser Zeit eine Pfarrei vor Ort, während die Protestanten zu derjenigen von Meckenheim (Pfalz) gehörten. Seit 1938 ist der Ort Bestandteil des Landkreises Ludwigshafen, der seit 2004 Rhein-Pfalz-Kreis heißt. Nach dem Zweiten Weltkrieg wurde Hochdorf innerhalb der französischen Besatzungszone Teil des damals neu gebildeten Landes Rheinland-Pfalz. Im Zuge der ersten rheinland-pfälzischen Verwaltungsreform wurde Hochdorf am 7. Juni 1969 mit der Nachbargemeinde Assenheim zur neuen Ortsgemeinde Hochdorf-Assenheim zusammengelegt.

## Infrastruktur
1911 erhielt der Ort Eisenbahnanschluss, als die 1890 eröffnete, schmalspurige Bahnstrecke Ludwigshafen–Dannstadt nach Meckenheim verlängert wurde. Ab 1933 führte die Strecke in östlicher Richtung nur noch bis nach Mundenheim. 1955 folgte ihre Stilllegung.